# HD 168797
HD 168797，又名BD+05 3704，SAO 123385、HR 6873，是一颗恒星，视星等为6.13，位于銀經34.39，銀緯9.13，其B1900.0坐标为赤經18h 16m 33.6s，赤緯+5° 9.13′ 24″。